# Rajd Wysp Kanaryjskich

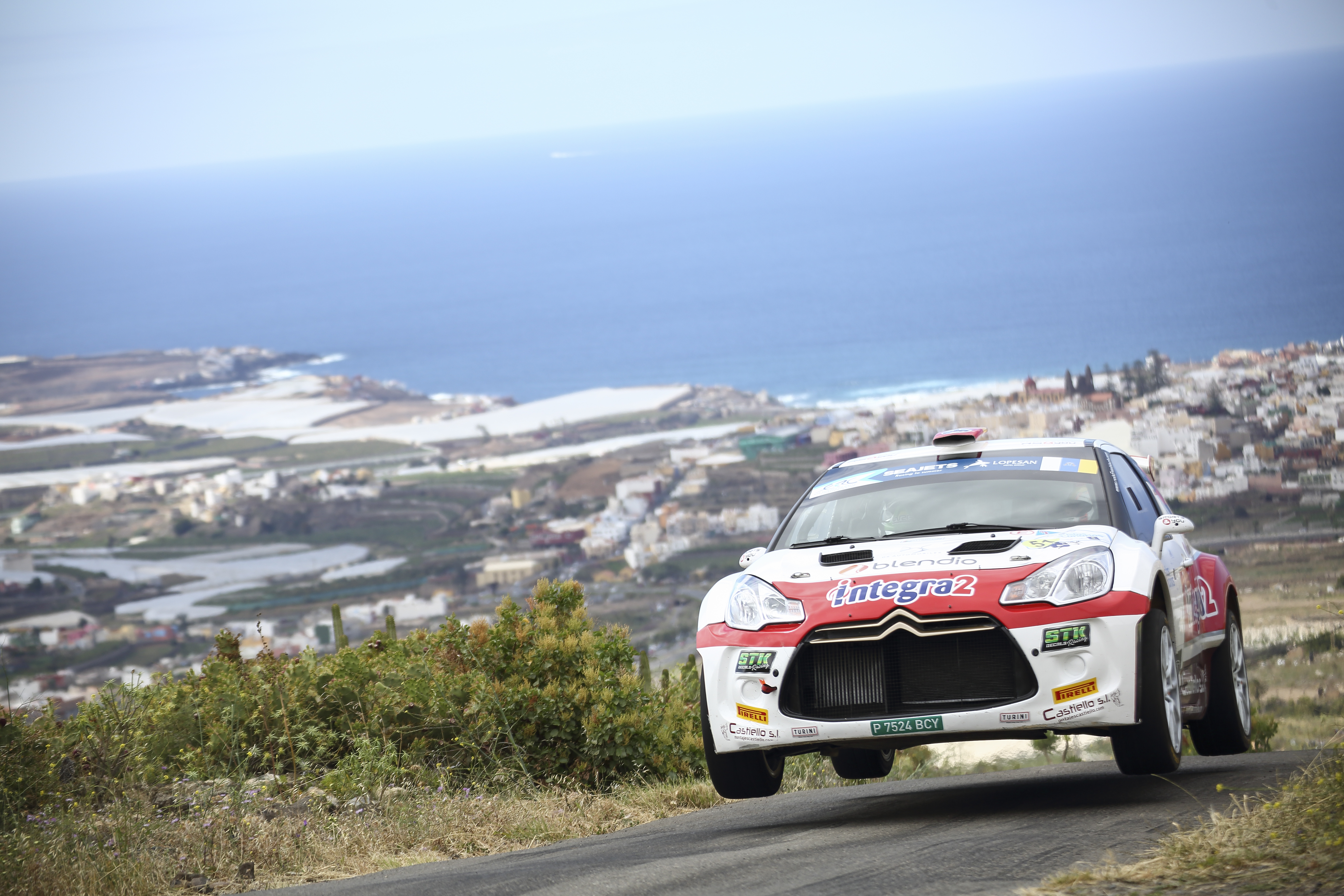
Rajd Wysp Kanarskich 2019

Rajd Wysp Kanaryjskich, znany pierwotnie jako Rajd El Corte Inglés to międzynarodowy rajd samochodowy rozgrywany na hiszpańskiej wyspie Gran Canaria na Wyspach Kanaryjskich. Rajd ten przez wiele lat był jedną z rund Rajdowych Mistrzostw Europy, Rajdowych Mistrzostw Hiszpanii i Rajdowych Mistrzostw Wysp Kanaryjskich. W niedawnej przeszłości był on rundą Intercontinental Rally Challenge. Rajd jest od początku rozgrywany na nawierzchni asfaltowej.

## Zwycięzcy[1][2]
| Rok  | Nazwa rajdu                | Kierowca                 | Pilot                  | Samochód                   | Kategoria |
| ---- | -------------------------- | ------------------------ | ---------------------- | -------------------------- | --------- |
| 1977 | 1º Rallye El Corte Inglés  | Medardo Pérez            | Juan José Pérez Alonso | BMW 2002 Alpina            |           |
| 1978 | 2º Rallye El Corte Inglés  | Medardo Pérez            | Juan José Alonso       | BMW 2002 Alpina            |           |
| 1979 | 3º Rallye El Corte Inglés  | Marc Etchebers           | Christine Etchebers    | Porsche Carrera            | CER       |
| 1980 | 4º Rallye El Corte Inglés  | Marc Etchebers           | Christine Etchebers    | Porsche 911 SC             | CER       |
| 1981 | 5º Rallye El Corte Inglés  | Beny Fernández           | Jose Luis Sala         | Porsche 911 SC             | CER       |
| 1982 | 6º Rallye El Corte Inglés  | Eugenio Ortiz            | Gulilermo Barreras     | Renault 5 Turbo            | CER       |
| 1983 | 7º Rallye El Corte Inglés  | Eugenio Ortiz            | Ramón Minguez          | Renault 5 Turbo            | CER       |
| 1984 | 8º Rallye El Corte Inglés  | Terry Kaby               | Kevin Gormley          | Nissan 240 RS              | ERC       |
| 1985 | 9º Rallye El Corte Inglés  | Carlos Sainz             | Antonio Boto           | Renault 5 Turbo            | CER       |
| 1986 | 10º Rallye El Corte Inglés | Carlos Sainz             | Antonio Boto           | Renault 5 Maxi Turbo       | ERC, CER  |
| 1987 | 11º Rallye El Corte Inglés | Carlos Sainz             | Antonio Boto           | Ford Sierra RS Cosworth    | ERC, CER  |
| 1988 | 12º Rallye El Corte Inglés | Carlos Sainz             | Luis Rodríguez Moya    | Ford Sierra RS Cosworth    | ERC, CER  |
| 1989 | 13º Rallye El Corte Inglés | Carlos Sainz             | Luis Rodríguez Moya    | Toyota Celica GT-Four      | ERC, CER  |
| 1990 | 14º Rallye El Corte Inglés | Josep Bassas             | Antonio Rodríguez      | BMW M3                     | ERC       |
| 1991 | 15º Rallye El Corte Inglés | Fabrizio Tabaton         | Maurizio Imerito       | Lancia Delta Integrale 16V | ERC       |
| 1992 | 16º Rallye El Corte Inglés | Piero Liatti             | Luciano Tedeschini     | Lancia Delta HF Integrale  | ERC, CER  |
| 1993 | 17º Rallye El Corte Inglés | Gustavo Trelles          | Jorge del Buono        | Lancia Delta HF Integrale  | ERC, CER  |
| 1994 | 18º Rallye El Corte Inglés | Luís Monzón              | Nazer Ghuneim          | Ford Escort RS Cosworth    | ERC, CER  |
| 1995 | 19º Rallye El Corte Inglés | José María Ponce Anguita | Gaspar León            | BMW M3                     | ERC       |
| 1996 | 20º Rallye El Corte Inglés | José Maria Ponce Anguita | Gaspar León            | Toyota Celica GT-Four      | ERC       |
| 1997 | 21º Rallye El Corte Inglés | Jesús Puras              | Carlos Del Barrio      | Citroën ZX Kit Car         | ERC       |
| 1998 | 22º Rallye El Corte Inglés | Gilles Panizzi           | Hervé Panizzi          | Peugeot 306 Maxi           | ERC, CER  |
| 1999 | 23º Rallye El Corte Inglés | Jesús Puras              | Marc Martí             | Citroën Xsara Kit Car      | ERC, CER  |
| 2000 | 24º Rallye El Corte Inglés | Jesús Puras              | Marc Martí             | Citroën Xsara Kit Car      | ERC, CER  |
| 2001 | 25º Rally Islas Canarias   | Salvador Cañellas jr.    | Alberto Sanchis        | Seat Córdoba WRC E3        | ERC, CER  |
| 2002 | 26º Rally Islas Canarias   | Jesús Puras              | Carlos del Barrio      | Citroën Xsara WRC          | ERC, CER  |
| 2003 | 27º Rally Islas Canarias   | Miguel Campos            | Carlos Magalhães       | Peugeot 206 WRC            | ERC, CER  |
| 2004 | 28º Rally de Canarias      | Enrique García Ojeda     | Raquel Fernández       | Peugeot 206 S1600          | CER       |
| 2005 | 29º Rally de Canarias      | Joan Vinyes              | Xavi Lorza             | Peugeot 206 S1600          | CER       |
| 2006 | 30º Rally de Canarias      | Miguel Angel Fuster      | Jose Vicente Medina    | Renault Clio S1600         | CER       |
| 2007 | 31º Rally de Canarias      | Miguel Angel Fuster      | Jose Vicente Medina    | Fiat Grande Punto S2000    | CER       |
| 2008 | 32º Rally de Canarias      | Luis Monzón              | José Carlos Déniz      | Peugeot 207 S2000          | CER       |
| 2009 | 33º Rally de Canarias      | Armide Martín            | Alejandro Rogríguez    | Mitsubishi Lancer EVO IX   | CER       |
| 2010 | 34º Rally Islas Canarias   | Jan Kopecký              | Petr Starý             | Škoda Fabia S2000          | IRC, CER  |
| 2011 | 35º Rally Islas Canarias   | Juho Hänninen            | Mikko Markkula         | Škoda Fabia S2000          | IRC, CER  |
| 2012 | 36º Rally Islas Canarias   | Jan Kopecký              | Paul Dresler           | Škoda Fabia S2000          | IRC, CER  |
| 2013 | 37º Rally Islas Canarias   | Jan Kopecký              | Paul Dresler           | Škoda Fabia S2000          | ERC, CER  |
| 2014 | 38º Rally Islas Canarias   | Didier Auriol            | Denis Giraudet         | Citroën Xsara WRC          | CER       |
| 2015 | 39º Rally Islas Canarias   | Miguel Ángel Fuster      | Nacho Aviñó            | Porsche 911 GT3            | CER       |
| 2016 | 40º Rally Islas Canarias   | Enrique Cruz             | Ariday Bonilla         | Porsche 997 GT3 RS 3.8     | ERC       |
| 2017 | 41º Rally Islas Canarias   | Aleksiej Łukjaniuk       | Aleksiej Arnautow      | Ford Fiesta R5             | ERC       |
| 2018 | 42º Rally Islas Canarias   | Aleksiej Łukjaniuk       | Aleksiej Arnautow      | Ford Fiesta R5             | ERC       |
| 2019 | 43. Rally Islas Canarias   | Pepe López               | Borja Rozada           | Citroën C3 R5              | ERC       |
| 2020 | 44. Rally Islas Canarias   | Adrien Fourmaux          | Renaud Jamoul          | Ford Fiesta Rally2         | ERC, CER  |
| 2021 | 45. Rally Islas Canarias   | Aleksiej Łukjaniuk       | Aleksiej Arnautow      | Citroën C3 Rally2          | ERC       |
| 2022 | 46. Rally Islas Canarias   | Nil Solans               | Marc Martí             | Volkswagen Polo GTI R5     | ERC       |
| 2023 | 47. Rally Islas Canarias   | Yoann Bonato             | Benjamin Boulloud      | Citroën C3 Rally2          | ERC       |
| 2024 | 48. Rally Islas Canarias   | Yoann Bonato             | Benjamin Boulloud      | Citroën C3 Rally2          | ERC       |
| 2025 | 49. Rally Islas Canarias   | Kalle Rovanperä          | Jonne Halttunen        | Toyota GR Yaris Rally1     | WRC       |

- ERC – Rajdowe Mistrzostwa Europy
- CER - (Campeonato de España de Rally) Rajdowe Mistrzostwa Hiszpanii
- IRC – Intercontinental Rally Challenge
- WRC – Rajdowe Mistrzostwa Świata